# Ruma fabrika kože
Ruma fabrika kože (code BELEX : RUMA) est une entreprise serbe qui a son siège social à Ruma, dans la province de Voïvodine. Elle travaille dans le secteur de l'industrie du cuir.

## Histoire
L'origine de Ruma fabrika kože remonte à 1936.
Ruma fabrika kože a été admise au libre marché de la Bourse de Belgrade le 24 novembre 2004.

## Activités
Ruma fabrika kože travaille dans le secteur du tannage et de la transformation du cuir. Sa gamme de produits inclut des semelles en cuir, des revêtements en cuir et des vêtements en cuir ainsi que des accessoires en cuir. Elle dispose d'une filiale : Institut za kožu d.o.o. Ruma.

## Données boursières
Le 24 juin 2013, l'action de Ruma fabrika kože valait 59 RSD (0,51 EUR). Elle a connu son cours le plus élevé, soit 620 RSD (5,41 EUR), le 29 mai 2007 et son cours le plus bas, soit 59 RSD (0,51 EUR), le 12 mars 2013.
Le capital de Ruma fabrika kože est détenu à hauteur de 72,75 % par des entités juridiques, dont 52,22 % par Vulin Komerc d.o.o. et de 16,58 % par TJS d.o.o. ; les personnes physiques en détiennent 26,33 %.